# 烏川・碓氷川サイクリングロード
烏川・碓氷川サイクリングロード（からすがわうすいがわサイクリングロード）は群馬県高崎市にあるサイクリングロード。石原緑地から乗附小学校までの約2.6kmを結んでいる。観音山側は桜並木となっているほか、毎年高崎まつりのときは花火を見るため大勢の人が訪れる。別称乗附緑道。